# Associazione Polisportiva Turris 1974-1975
Questa pagina raccoglie le informazioni riguardanti l'Associazione Polisportiva Turris nelle competizioni ufficiali della stagione 1974-1975.

## Rosa
| N. |                   | Ruolo | Calciatore              |
| -- | ----------------- | ----- | ----------------------- |
|    | Italia (bandiera) | A     | Michele Avino           |
|    | Italia (bandiera) | A     | Francesco Avolio        |
|    | Italia (bandiera) | C     | Luciano Bruno           |
|    | Italia (bandiera) | A     | Giuseppe Buonanno       |
|    | Italia (bandiera) | D     | Sergio Carcione         |
|    | Italia (bandiera) | D     | Vincenzo Cirillo        |
|    | Italia (bandiera) | P     | Gianni Colombo          |
|    | Italia (bandiera) | D     | Giovanni D'Agostino     |
|    | Italia (bandiera) | C     | Amedeo Fiorillo Manunta |
|    | Italia (bandiera) | D     | Giuseppe Gaglione       |
|    | Italia (bandiera) | P     | Bruno Grisendi          |
|    | Italia (bandiera) | C     | Carmelo La Rocca        |
|    | Italia (bandiera) | A     | Remo Luzi               |

| N. |                   | Ruolo | Calciatore         |
| -- | ----------------- | ----- | ------------------ |
|    | Italia (bandiera) | P     | Enrico Massimiani  |
|    | Italia (bandiera) | C     | Nicola Mavelli     |
|    | Italia (bandiera) | A     | Alberto Medeot     |
|    | Italia (bandiera) | C     | Piero Montanari    |
|    | Italia (bandiera) | C     | Silvano Neri       |
|    | Italia (bandiera) | C     | Antonio Oliva      |
|    | Italia (bandiera) | C     | Giuseppe Palazzese |
|    | Italia (bandiera) | A     | Tiziano Panozzo    |
|    | Italia (bandiera) | D     | Giuseppe Pinto     |
|    | Italia (bandiera) | C     | Viscardo Porcari   |
|    | Italia (bandiera) | D     | Luigi Sanzone      |
|    | Italia (bandiera) | D     | Primo Serafini     |